# 南星宮新大眾廟
24°47′21″N 120°58′04″E / 24.7892479°N 120.9679156°E
南星宮新大眾廟，是位於臺灣新竹市東區光鎮里的地藏庵，主祀地藏王菩薩及十殿閻君、五方五壇大眾爺。

## 緣起
南星宮新大眾廟廟址原為亂葬崗，昭和13年（1938年）原南壇大眾廟之齋心普化祠及納骨堂遷移至此處新建之納骨塔，1965年再由林山燕及吳火獅等人捐款，拆除改建該納骨塔，號為南星宮新大眾廟，並新雕五方大眾爺，於1982年11月落成，2007年向內政部登記成立「財團法人佛教新大眾基金會」。
隨著科技網路進步廟方于2019年5月15日成立臉書粉絲團 新竹南星宮（新大眾廟）

## 祭典
每年農曆7月12日，南星宮新大眾廟及南壇大眾廟會舉辦「牽 」儀式，新大眾廟由兩位高功道士同時主持「雙壇普渡」 ，及「拜腳 媽」的儀式，為本廟有別於其他廟宇普渡的特色。
以前新竹若有車禍頻傳、自殺等不寧靜的區域，會請城隍爺與六將前去進行「祭煞」，抓到「煞」之後再送往頭前溪放水流，但反而造成溪邊意外，現在則是把抓到的「煞」，送到南星宮新大眾廟。

## 日本人塚

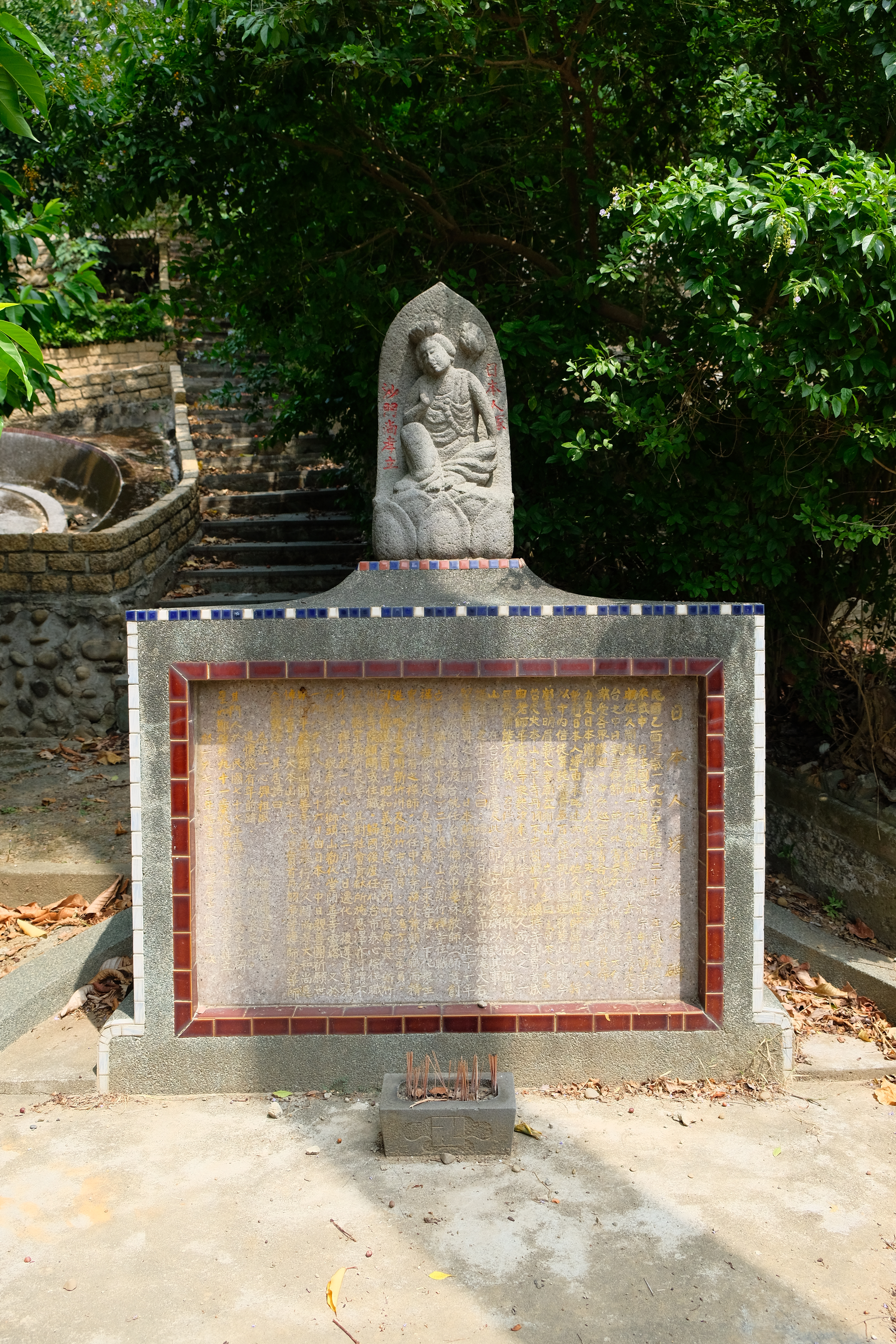
日本人塚沙門尚孝立

昭和20年（1945年）日本二戰投降，國民政府接管臺灣，日裔民眾遭遣返日本，日本禪宗曹洞宗新竹禪寺住職佐久間尚孝禪師最後方歸，1946年歸國前將寺內信徒寄託靈骨五百餘，親自移葬於新大眾廟後，並立碑誌之。

## 外部連結
新竹南星宮（新大眾廟）官方粉絲團
https://www.facebook.com/新竹南星宮-新大眾廟-101791797885622/
- . 台灣好新聞. 2017-10-31  [2019-03-18]. （原始内容存档于2020-08-14）.

- 首頁> 宗教知識+ > 宗教器物> 車藏 - 全國宗教資訊網 - 內政部 （页面存档备份，存于）